# Bozel
Bozel är en kommun i departementet Savoie i regionen Auvergne-Rhône-Alpes i sydöstra Frankrike. Kommunen ligger i kantonen Bozel som tillhör arrondissementet Albertville. År 2022 hade Bozel 2 024 invånare.

## Befolkningsutveckling
Antalet invånare i kommunen Bozel
| Referens: INSEE |